# Ricardo Duque de Estrada
Ricardo Duque de Estrada y Martínez de Morentín (Estella, Navarra, 11 de enero de 1870-Nueva, Llanes, Asturias, 28 de septiembre de 1941), fue un historiador, naturalista, político, mecenas, escritor y arqueólogo astur, nacido en Navarra, que desarrolló su labor en Asturias (España).
Fue el VIII conde de la Vega del Sella y, por su segundo matrimonio, marqués  consorte de Canillejas, de  Gastañaga y de Deleitosa. Fue Senador por la provincia de Oviedo durante varios años.

## Biografía
Nacido en Estella (Navarra) en 1870, pertenecía a una familia noble de origen astur-cántabra, era hijo de los condes de la Vega del Sella, Ricardo Benigno Duque de Estrada y Bustamante y Francisca de Paula Remigia Cirila Felipa Ana Joaquina Martínez de Morentín y Galarza. Tras la muerte de su padre en 1876, pasa a ostentar el título de octavo conde. Nacido en el seno de una familia de corte liberal, sus primeros estudios tienen lugar en el colegio de los Chére Frêres de Bayona, Francia, donde su llegada provoca cierto revuelo. Su residencia allí se debía a la persecución que el pretendiente carlista ejercía sobre ellos (incautando incluso su casa de Tolosa (Guipúzcoa) para usarla como su residencia) obligando a su padre a exiliarse a dicha ciudad de Bayona, donde vive con su familia, y finalmente fallece en la casa de la Rue du Port Neuf n.º 16; y hasta que las condiciones políticas no mejoran en el País Vasco, con la derrota de los Carlistas, no vuelven a Guipúzcoa. Así que toda su formación primaria era francesa y de ahí le venía su interés por las ciencias naturales, y su carácter sistemático y científico.
El conde llegó a Asturias para estudiar derecho en la Universidad de Oviedo y en 1897 contrajo matrimonio con Ignacia Samaniego Errazu, quien falleció poco tiempo después, en 1890. Se trasladó entonces a vivir a una de las posesiones de la familia en el concejo asturiano de Llanes, el Palacio de los Condes de la Vega del Sella, pasando a controlar directamente el resto de las posesiones de la familia en el concejo como el palacio de los Duque de Estrada que se encontraba bajo el control de administradores de la familia, pues esta residía en Navarra.
En Nueva (Llanes) se integra con la población convirtiéndose en un gran benefactor de la zona impulsando el ferrocarril, la implantación del teléfono o la construcción de carreteras.
Casó en segundas nupcias en 1901 con María del Rosario de Vereterra y Armada, VII marquesa de Canillejas, grande de España, con la que tuvo seis hijos, el mayor de los cuales, Ricardo José, premurió a su padre, dejando un hijo, Ricardo Duque de Estrada y Tejada, que sucedería a su abuelo como conde de la Vega del Sella.

## Actividad política
Dentro de la actividad política cabe destacar su cargo de Presidente de la Diputación de Oviedo en 1909 destacando su carácter demócrata y sencillo.
Tras ejercer este cargo abandona la política y se dedica solamente a su labor como científico

## Actividad científica
Su labor investigadora se centró principalmente en el estudio de diferentes yacimientos prehistóricos. Se interesa sobre todo en los yacimientos prehistóricos de Cantabria y Asturias descubriendo e investigando en muchas de las excavaciones.
Estas investigaciones atraen a diferentes arqueólogos extranjeros que son recibidos e invitados a su casa, así se puede destacar la presencia de Hugo Obermaier, Henri Breuil, P. Wernet, Boule o Eduardo Hernández Pacheco.
Entre sus excavaciones son destacables las de las cuevas como Cueva el Conde, Cueto La Mina, Cueto Llera, Cueva de La Riera o Cueva de Ardín.
Como culminación a sus trabajos de investigación crea el Asturiense, una cultura del Epipaleolítico (fase inicial del Mesolítico) en 1923.
Se dedicó a otras facetas científicas como la botánica creando en su residencia un extenso jardín con diferentes variedades de árboles tanto autóctonos como foráneos.
En 1929 es nombrado presidente de la Real Sociedad Española de Historia Natural.
Es nombrado profesor honorario del Museo de Ciencias Naturales de Madrid, museo al que donó parte de su colección, y a que el resto una vez fallecido fue donado por su viuda al Museo Arqueológico de Oviedo.

## Curiosidades
Es bisabuelo paterno de Simoneta Gómez-Acebo, sobrina del rey Juan Carlos I de España.